# Österreichische Alpine Skimeisterschaften 1999
Die Österreichischen Alpinen Skimeisterschaften 1999 fanden von 18. bis 25. März in Hinterstoder und Innerkrems statt. Die Rennen waren international besetzt, um die Österreichische Meisterschaft fuhren jedoch nur die österreichischen Teilnehmer.

## Herren

### Abfahrt
| Platz | Name                  | Zeit        |
| ----- | --------------------- | ----------- |
| 01    | Andreas Schifferer    | 1:14,90 min |
| 02    | Hannes Trinkl         | 1:15,03 min |
| 03    | Aleš Brezavšček (SLO) | 1:15,12 min |
| 04    | Werner Franz          | 1:15,25 min |
| 05    | Norbert Holzknecht    | 1:15,28 min |
| 06    | Max Rauffer (GER)     | 1:15,33 min |
| 07    | Peter Rzehak          | 1:15,36 min |
| 08    | Stephan Eberharter    | 1:15,47 min |
| 09    | Christian Greber      | 1:15,54 min |
| 10    | Fritz Strobl          | 1:15,59 min |

Datum: 23. März 1999

Ort: Innerkrems

### Super-G
| Platz | Name                | Zeit        |
| ----- | ------------------- | ----------- |
| 01    | Fritz Strobl        | 1:12,17 min |
| 02    | Andreas Schifferer  | 1:12,20 min |
| 03    | Christian Greber    | 1:12,31 min |
| 04    | Rainer Salzgeber    | 1:12,50 min |
| 05    | Christoph Gruber    | 1:12,55 min |
| 06    | Werner Franz        | 1:12,63 min |
| 07    | Hans Knauß          | 1:12,64 min |
| 08    | Jernej Koblar (SLO) | 1:12,86 min |
| 09    | Hannes Trinkl       | 1:12,99 min |
| 10    | Max Rauffer (GER)   | 1:13,15 min |

Datum: 25. März 1999

Ort: Innerkrems

### Riesenslalom
| Platz | Name                  | Zeit        |
| ----- | --------------------- | ----------- |
| 01    | Patrick Wirth         | 2:31,29 min |
| 02    | Benjamin Raich        | 2:31,43 min |
| 03    | Andreas Schifferer    | 2:31,53 min |
| 04    | Rainer Schönfelder    | 2:31,79 min |
| 05    | Florian Seer          | 2:31,85 min |
| 06    | Christian Mayer       | 2:32,29 min |
| 07    | Heinz Schilchegger    | 2:32,44 min |
| 08    | Werner Franz          | 2:32,45 min |
| 09    | Jernej Reberšak (SLO) | 2:32,70 min |
| 10    | Jernej Koblar (SLO)   | 2:32,72 min |

Datum: 19. März 1999

Ort: Hinterstoder

### Slalom
| Platz | Name                       | Zeit        |
| ----- | -------------------------- | ----------- |
| 01    | Mitja Valenčič (SLO)       | 1:42,16 min |
| 02    | Ronald Stampfer            | 1:42,33 min |
| 03    | Mario Matt                 | 1:42,77 min |
| 04    | Alain Baxter (GBR)         | 1:44,20 min |
| 05    | Manfred Pranger            | 1:44,34 min |
| 06    | Hermann Schiestl           | 1:45,07 min |
| 07    | Niki Fürstauer             | 1:45,24 min |
| 08    | Matthias Lanzinger         | 1:46,00 min |
| 09    | Christoph Dreier           | 1:46,44 min |
| 10    | Sven Schnitzenbaumer (GER) | 1:46,48 min |

Datum: 20. März 1999

Ort: Hinterstoder

### Kombination
Die Kombination setzt sich aus den Ergebnissen von Slalom, Riesenslalom und Abfahrt zusammen.
| Platz | Name               |
| ----- | ------------------ |
| 1     | Mario Matt         |
| 2     | Klaus Kröll        |
| 3     | Matthias Lanzinger |

## Damen

### Abfahrt
| Platz | Name                  | Zeit        |
| ----- | --------------------- | ----------- |
| 01    | Brigitte Obermoser    | 1:19,06 min |
| 02    | Michaela Dorfmeister  | 1:19,77 min |
| 03    | Kerstin Reisenhofer   | 1:19,81 min |
| 04    | Marianna Salchinger   | 1:20,01 min |
| 05    | Renate Götschl        | 1:20,29 min |
| 06    | Doris Götzenbrucker   | 1:20,35 min |
| 07    | Michaela Kofler       | 1:20,62 min |
| 08    | Anja Kalan (SLO)      | 1:20,63 min |
| 09    | Janica Kostelić (CRO) | 1:20,73 min |
| 10    | Katja Wirth           | 1:20,86 min |

Datum: 23. März 1999

Ort: Innerkrems

### Super-G
| Platz | Name                  | Zeit        |
| ----- | --------------------- | ----------- |
| 01    | Brigitte Obermoser    | 1:15,05 min |
| 02    | Lucie Hrstková (CZE)  | 1:15,44 min |
| 03    | Doris Götzenbrucker   | 1:15,45 min |
| 04    | Ingrid Rumpfhuber     | 1:15,60 min |
| 05    | Michaela Kofler       | 1:15,79 min |
| 06    | Michaela Dorfmeister  | 1:15,85 min |
| 07    | Kerstin Reisenhofer   | 1:15,87 min |
| 08    | Andrea Österle        | 1:16,36 min |
| 09    | Janica Kostelić (CRO) | 1:16,57 min |
| 10    | Marianna Salchinger   | 1:16,78 min |

Datum: 25. März 1999

Ort: Innerkrems

### Riesenslalom
| Platz | Name                     | Zeit        |
| ----- | ------------------------ | ----------- |
| 01    | Alexandra Meissnitzer    | 1:58,11 min |
| 02    | Silvia Berger            | 1:58,24 min |
| 03    | Lilian Kummer (SUI)      | 1:59,10 min |
| 04    | Lucie Hrstková (CZE)     | 1:59,64 min |
| 05    | Eveline Rohregger        | 1:59,76 min |
| 06    | Christiane Mitterwallner | 2:00,01 min |
| 07    | Karin Köllerer           | 2:00,12 min |
| 08    | Martina Lechner          | 2:00,25 min |
| 09    | Michaela Kofler          | 2:00,65 min |
| 10    | Sabine Egger             | 2:00,75 min |

Datum: 18. März 1999

Ort: Hinterstoder

### Slalom
| Platz | Name                      | Zeit        |
| ----- | ------------------------- | ----------- |
| 01    | Sabine Egger              | 1:41,70 min |
| 02    | Karin Truppe              | 1:42,49 min |
| 03    | Corina Grünenfelder (SUI) | 1:43,23 min |
| 04    | Elisabeth Gmainer         | 1:43,48 min |
| 05    | Astrid Vierthaler         | 1:43,57 min |
| 06    | Karin Huttary (SWE)       | 1:43,68 min |
| 07    | Petra Knor                | 1:43,92 min |
| 08    | Carolina Waidhofer-Dummer | 1:43,94 min |
| 09    | Kathrin Wilhelm           | 1:44,28 min |
| 10    | Brigitte Pirker           | 1:44,38 min |

Datum: 20. März 1999

Ort: Hinterstoder

### Kombination
Die Kombination setzt sich aus den Ergebnissen von Slalom, Riesenslalom und Abfahrt zusammen.
| Platz | Name                      |
| ----- | ------------------------- |
| 1     | Brigitte Obermoser        |
| 2     | Carolina Waidhofer-Dummer |
| 3     | Karin Truppe              |